# 판사이
판사이는 미얀마의 후이족이다. 그들은 버마의 무슬림 중 가장 오래된 집단 중 하나이다. 현지 중국 인구 중 중국계 무슬림의 정확한 비율은 데이터 부족으로 인해 알려져 있지 않다. 그러나 그들은 역사적으로 판테이족의 기원지인 윈난성, 중국에 더 가까운 미얀마 북부에 특히 집중되어 있다. 그들은 특히 만달레와 샨주의 탕얀, 삔울륀, 모곡, 따웅지에 거주한다.

## 어원
판테이라는 이름은 버마어 단어로, 샨어 단어 Pang hse와 동일하다고 알려져 있다. 이 이름은 중국 윈난성에서 캐러밴을 타고 버마로 온 중국계 무슬림을 버마인이 부르는 이름이었다. 이 이름은 윈난성 자체에서는 사용되거나 알려지지 않았다. 윈난성에 거주하는 주요 무슬림 민족은 후이족(중국어: 回族)이며, 스스로를 후이족 또는 후이후이족(중국어: 回回)으로 부르지만, 판테이족이라고는 하지 않는다. 특히 19세기 중반 윈난성에서 일어난 두문수의 난은 중국어로 두문수의 난 또는 핑난 왕국이라 불린다.
그 기원에 대해 여러 이론이 제시되었지만, 다른 이론을 반박할 만큼 강력한 것은 없다. 옛 버마의 버마인들은 자신들의 토착 무슬림을 파티라고 불렀는데, 이는 페르시아어에서 유래한 단어이다. 이 단어는 중국계 무슬림을 제외한 모든 무슬림에게 적용되었다. 윈난성 무슬림에게 "판테이"라는 용어가 사용된 것은 이 무렵부터이며, 1875년경부터 이 지역의 영국 여행가와 외교관들에게 널리 사용되었다.
또 다른 이론은 판테이가 버마어 구절 "Tarup Pase"의 축약형으로, 중국계 무슬림을 의미한다는 것이다. 이것은 1868년 에드워드 보스크 슬래든의 텅충시 원정 때 영어화되었다. 판테이라는 용어는 영국령 버마 시대에 널리 사용되었으며, 오늘날까지 미얀마의 중국계 무슬림 공동체를 영어 자료에서 일반적으로 구별하는 이름으로 남아있다.

## 문화

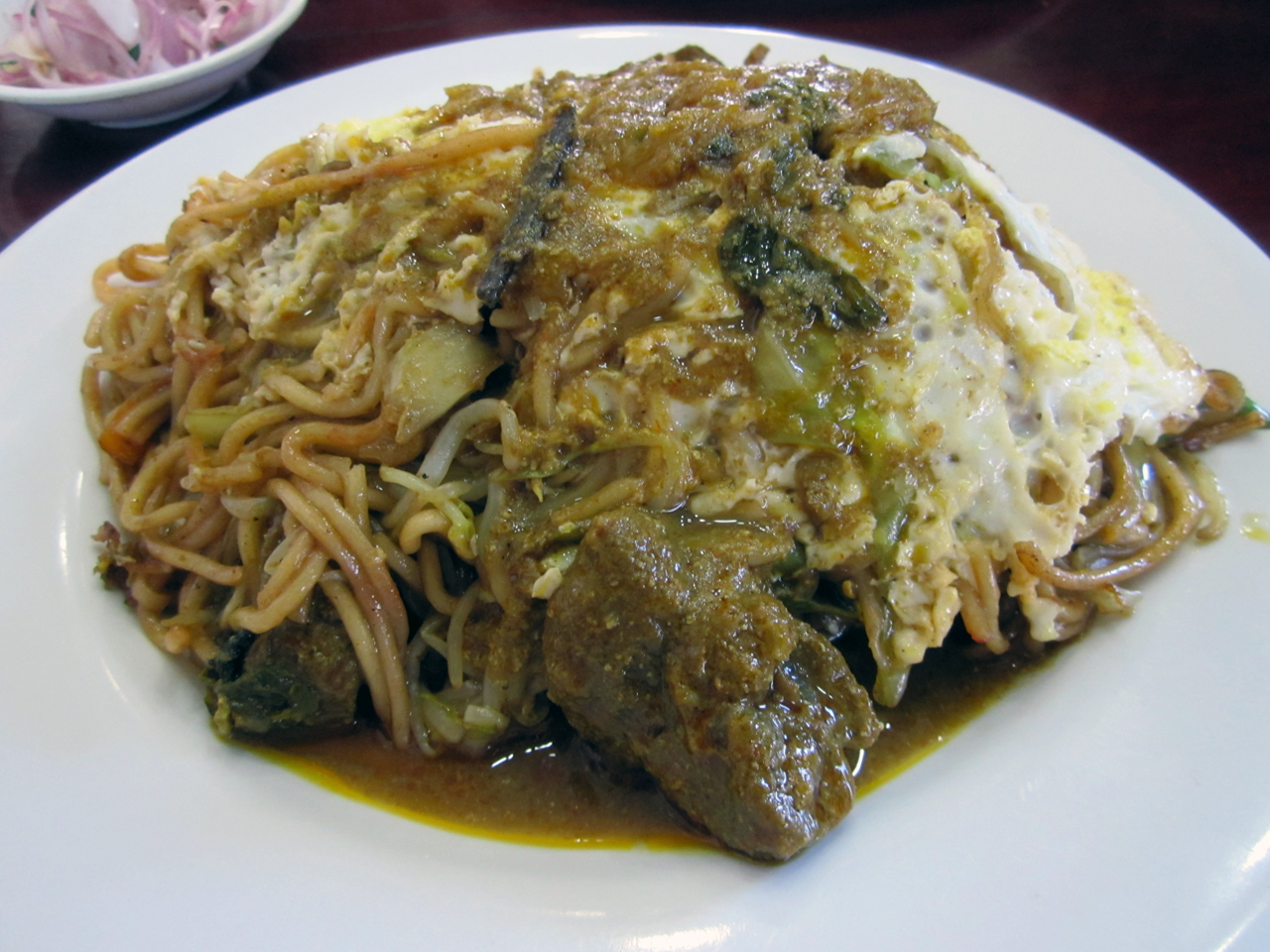
판테이 카우 스웨, 미얀마의 볶음 국수 요리

두문수의 난 동안 술탄 술레이만 (두문수)은 이웃 국가들과 긴밀하고 우호적인 관계를 맺기를 열망했다. 그는 버마 왕의 수도에 중국계 무슬림 모스크를 세울 기회를 잡았다. 그는 그의 고위 군 장교 중 한 명인 마 투투 대령을 중요한 임무를 띠고 만달레에 특사 겸 대리인으로 보냈다. 모스크는 완공하는 데 약 2년이 걸렸고, 1868년에 왕도에 세워진 두 번째 모스크로 문을 열었다. 오늘날, 134년이 지난 지금도 판테이 모스크는 만달레에서 두 번째로 오래된 모스크로 남아있다.
1941년 인구 조사가 취소된 이후 버마 내 잔존 판테이족 인구에 대한 종합적인 인구 조사는 1931년 이후로 이루어지지 않았다. 외국인의 여행 제한과 많은 판테이족이 거주하는 샨 및 카친 힐스의 외곽 지역에 대한 중앙 정부의 약한 통제로 인해 1980년에는 판테이족 인구를 계산하려는 시도가 거의 불가능했다. 1960년 버마 일간지 한타와디(Hanthawaddi)에는 버마에 거주하는 판테이족 인구가 10만 명으로 추정된다는 기사가 실렸다.
양곤, 만달레, 따웅지와 같은 여러 지역에는 여전히 쉽게 식별할 수 있는 판테이족 공동체가 존재한다. 한 보고서에 따르면, 판테이족은 켕퉁, 바모, 모곡, 라쇼, 삔울륀 및 라쇼 근처의 탄얀에 공동체를 가지고 있다. 판테이족은 충분한 수의 정착지를 확보한 곳마다 자체 모스크와 마드라사를 설립했다. 이 모스크 중 일부는 "유사 무굴" 양식으로, 분명히 인도계 무슬림의 취향과 양식의 영향을 받았지만, 다른 모스크(특히 만달레의 모스크)는 중국 건축 양식을 특징으로 한다.
중국의 후이족과 마찬가지로 버마 판테이족은 전적으로 하나피 학파를 따르는 무슬림이다. 아랍어의 가장 기본적인 구절 이상을 능숙하게 구사하는 사람은 거의 없으며, 종종 판테이족 이맘이 공동체의 영적 복지를 돌볼 수 없는 경우 남아시아인과 제르바디 무슬림이 대신 고용된다. 제르바디족은 외국인 무슬림 (남아시아 및 중동) 남성과 버마인 여성 간의 혼인으로 형성된 후손 공동체이다.

### 판테이 캐러밴상인
식민지 시대 이전, 판테이족은 중국 남부와 동남아시아 북부의 훌륭한 장거리 캐러밴 상인으로 부상했다. 프랑스와 영국 제국주의의 선구자들이 윈난성에 도착할 무렵에는 윈난성 전체 캐러밴 무역을 사실상 지배하고 있었다. 19세기 중반까지 윈난성 상인들의 캐러밴은 티베트 동부 국경에서 아삼, 버마, 태국, 라오스, 통킹 (현재 베트남의 일부)을 거쳐 중국 남부의 쓰촨성, 구이저우성, 광시 좡족 자치구까지 이르는 지역에 걸쳐 있었다. 윈난성 캐러밴 네트워크에 대한 중국계 무슬림의 지배는 20세기까지 계속되었다.
윈난성의 중국계 무슬림은 상업적 능력이 뛰어났다. 윈난성 내에서 무슬림 인구는 상인과 군인으로서 탁월했는데, 이 두 가지 자질은 그들을 험준한 산악 지역의 육로 무역의 고난에 이상적으로 적합하게 만들고 그로부터 보상을 받을 자격이 있게 했다. 그들은 아마도 이슬람교라는 그들의 종교가 시작부터 무역의 종교로 번성했기 때문에 도움이 되었을 것이다. 하즈 순례를 수행해야 하는 종교적 요구 사항 또한 그들이 14세기 전반에 윈난과 아라비아 사이에 육로를 개설하는 데 도움이 되었다.
판테이 캐러밴상인들이 윈난에서 가져온 상품으로는 견섬유, 차, 금속 도구, 거친 철, 펠트, 완성된 의류, 호두, 아편, 밀랍, 보존된 과일 및 식품, 여러 종류의 말린 고기 등이 있었다. 버마에서 윈난으로 가져간 상품으로는 원면, 생사 및 가공사, 호박, 비취 및 기타 보석, 벨벳, 빈랑열매, 담배, 금박, 보존식품, 종이, 염색 목재, 셸락, 상아, 그리고 달팽이, 연와와 같은 특수 식품 등이 있었다. 왕실 독점으로 지정된 원면은 중국에서 수요가 많았다. 이 상품에 대한 광범위한 무역이 꼰바웅 왕조와 윈난성 사이에 존재했다. 상품은 이라와디강을 따라 바모까지 운송되어 중국 상인에게 판매되었고, 일부는 육로로, 일부는 수로로 윈난으로 운반되었으며, 그곳에서 중국의 다른 성으로 이동했다. 대부분의 캐러밴은 50에서 100마리의 노새로 구성되었고, 10에서 15명의 운전수를 고용했다.

## 역사

### 윈난성의 무슬림
버마의 판테이족 역사는 그들의 기원지인 윈난성의 역사와 불가분의 관계를 맺고 있었다. 윈난성 내에서 중국계 무슬림 인구는 상인과 군인으로서 뛰어났는데, 이는 그들을 산악 지역의 육로 무역의 엄격한 환경에 이상적으로 적합하게 만들었다. 윈구이고원과 이라와디 삼각주 및 하부 땅륀강 사이의 상업 및 문화적 접촉은 한족 또는 버마족 인구가 어느 지역으로든 대규모로 이주하기 전부터 있었을 것이다.
8세기에는 이족 국가인 남조 (왕국)가 이 지역의 지배적인 세력이었으며, 이 지위는 남조와 그 후계 국가인 대리국이 5세기 후 몽골의 중국 정복까지 유지했다. 남조의 정치적 독립에도 불구하고, 중국 문화의 영향은 당나라와 송나라 시대 내내 국경 지역에 침투했다. 아마도 당 중기인 801년경에 중국 연대기에 헤이이다시(중국어: 黑依大使, 병음: Hēiyī Dàshí, "검은 옷을 입은 타이"는 아바스 칼리파국의 검은 깃발을 지칭하는 용어이다)로 묘사된 항복한 무슬림 병사들이 처음으로 윈난에 정착했을 것이다.

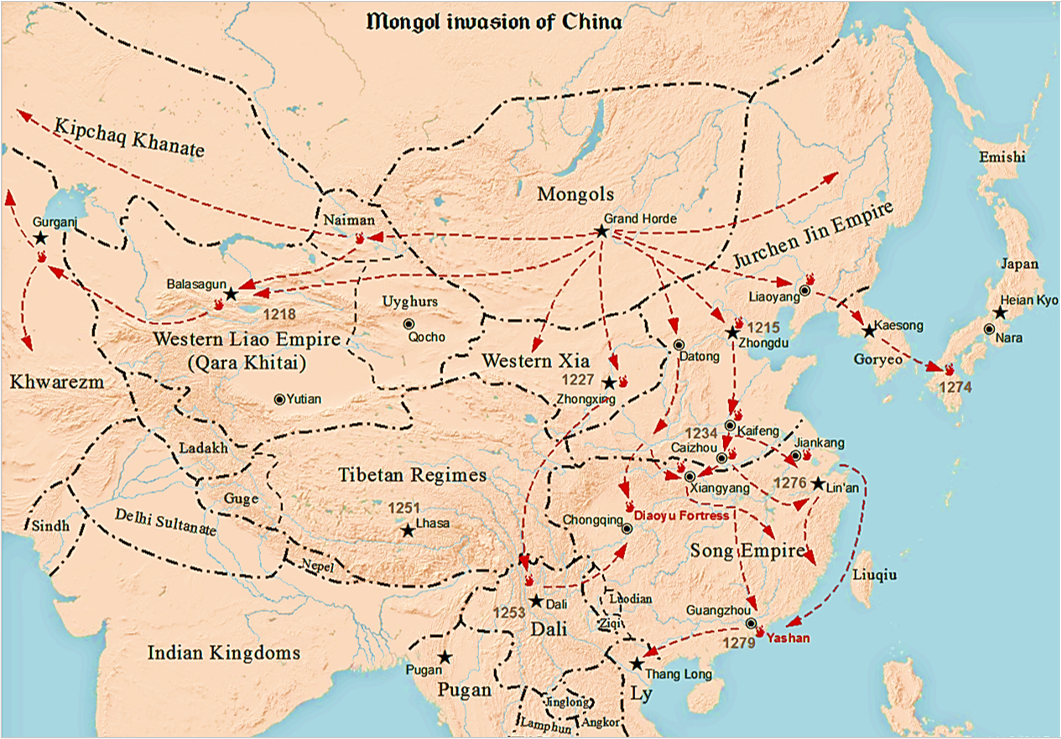
몽골의 중국 침공

적어도 중앙아시아 기원의 무슬림이 원나라의 중국 남서부 정복과 통치에 중요한 역할을 한 것은 확실하다. 그 결과, 13세기 말까지 윈난에 독특한 무슬림 공동체가 형성되었다. 중요한 군인-행정가 중 한 명은 1274년부터 1279년까지 윈난성 원나라 총독을 지낸 튀르크 궁정 관리이자 장군인 사이이드 아잘 샴스 알딘 오마르였다. 그의 아들 나시르 알딘은 윈난성의 도로 시스템을 담당했으며 1277년 제1차 몽골 버마 침공을 지휘했다. 샴스 알딘은 윈난성 백성을 성공적으로 "평화롭고 편안하게" 만든 현명하고 자비로운 통치자로 묘사되며, 공자 사당뿐만 아니라 모스크와 학교를 건설한 공로를 인정받고 있다. 그의 통치 기간 동안 상당수의 중앙아시아 출신 무슬림 병사들이 윈난으로 이송되었는데, 윈난은 당시에도 한족 정착민이 거의 없었다. 이 무슬림 수비대 병사들의 후손들이 오늘날 윈난과 버마의 중국계 무슬림 인구의 핵심을 이룬다.
윈난성 내에서 후이족 무슬림 인구는 원나라와 명나라 시대에 번성했다. 원나라 초기, 마르코 폴로는 방문 중에 인구 중 "사라센인"의 존재를 언급했다. 페르시아 역사가 라시드 앗 딘 또한 집사 (역사)에서 윈난성의 "야치라는 대도시"는 전적으로 무슬림이 거주했다고 기록했다. 라시드 앗 딘은 윈난성에서 후이족 정착지의 초기 중심지였던 다리 주변 지역을 언급했을 수도 있다.

### 꼰바웅 시대의 판테이족

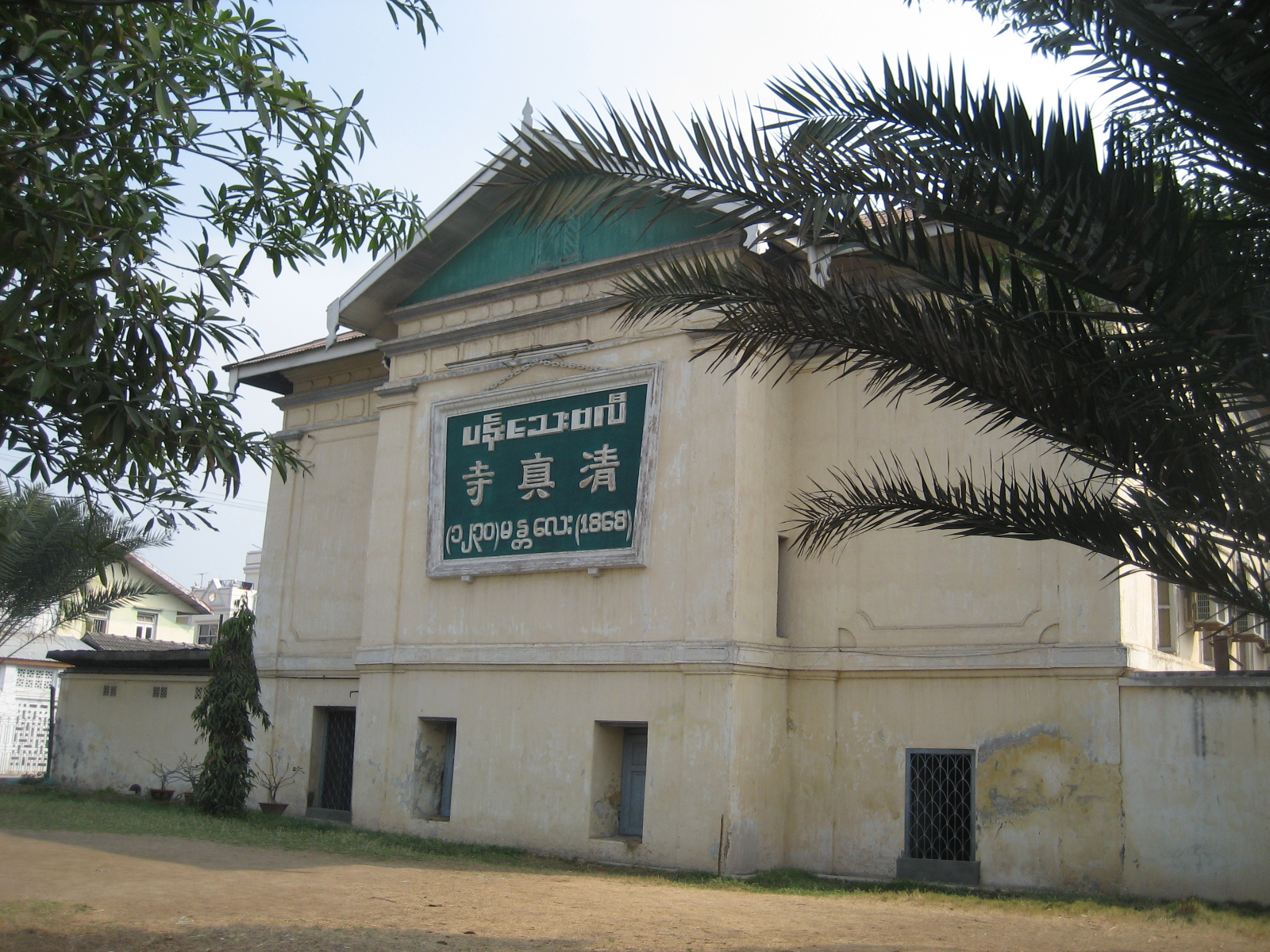
만달레의 판테이 모스크 (清真寺; Qīngzhēn Sì)

19세기 꼰바웅 왕조 시대, 판테이족은 밍둥왕 재위 기간에 특히 왕도 만달레에 정착하기 시작했다. 그 수는 적었지만, 몇몇은 비취 감정사로 궁정 안에 자리를 잡았다. 그들은 밍둥왕이 중국인 거주 지역으로 지정한 차이나타운(버마어: တရုတ်တန်း; tayoke tan)에서 비무슬림 중국인과 나란히 살았다. 비무슬림 중국인들은 훨씬 이전에 정착하기 시작했다. 그래서 판테이족이 도착할 무렵에는 만달레에 이미 자체 은행, 회사, 창고를 갖추고 조직된 사회 경제 생활을 영위하는 중국인 공동체가 있었다.
마침 왕실에는 이미 중국인 비취 감정사들이 고용되어 있었다. 중국인과 판테이족 비취 감정사들 사이의 왕실 총애를 얻기 위한 경쟁은 자연스럽게 두 집단 간의 다툼으로 이어졌고, 그 결과 여러 명이 사망했다. 밍둥왕은 판테이족과 중국인 사이의 종교적, 사회적 차이에 대해 그다지 심각하게 생각하지 않았다. 그러나 차이나타운 싸움 이후, 왕은 두 집단을 분리하는 지혜를 깨닫기 시작했다.
밍둥왕은 왕도의 판테이족에게 별도의 공동체로 정착할 토지를 주었다. 이는 그들과 중국인 사이의 추가적인 다툼을 막기 위함이었다. 판테이족은 왕도 경계 내에서 자신들의 거주지를 선택할 수 있는 드문 특혜를 받았고, 그들은 현재의 판테이 공동체가 위치한 장소를 선택했다. 그곳은 북쪽으로 35번가, 남쪽으로 36번가, 동쪽으로 79번가, 서쪽으로 80번가에 접해 있었다. 이 장소는 센위를 통해 정기적으로 수도로 오던 윈난성 노새 캐러밴의 야영지였기 때문에 선택되었다.
왕은 또한 판테이족이 자신들의 예배 장소를 가질 수 있도록 허가된 부지에 모스크를 건축하는 것을 허락했다. 그러한 대규모 사업을 위한 자금이 없었기 때문에 만달레의 판테이족은 윈난의 술탄에게 이 문제를 제기했다. 술탄 술라이만은 이미 만달레에 사업체(하오)를 시작했고, 이 기회를 기쁘게 받아들였다.

### 두문수의 난

핑난 왕국의 두문수 인장 (1864-1873)

밍광스(Ming Guangshi)의 저서 『판테이 역사』에 따르면, 판테이족은 윈난의 자칭 술탄이자 후이족 장군인 두문수(중국어: 杜文秀)의 충성스러운 부관들 중 일부 가족에서 기원한다. 이 가족들은 마린지(중국어 정체자: 馬靈驥)의 지도 아래 두문수의 난이 실패한 후 북부 샨주의 와방으로 도피했다. 마린지는 위안 성을 가진 아내와 이혼하고 팅 성을 가진 과부와 결혼했다. 그들은 나중에 두 아들을 낳았는데, 장남은 1878년에 태어난 마메이팅(馬美廷)이고, 차남은 1879년에 태어난 마션팅(馬陞廷)이었다. 장남은 나중에 미얀마 판테이족 공동체의 지도자가 되었다.
19세기 초, 윈난성의 후이족 무슬림과 다른 소수 민족들은 한족의 이주로 인한 인구 압박에 직면했다. 이러한 발전에 대한 불만과 청나라 통치에 대한 적대감이 고조되면서 1855년 두문수의 난이 발생했다. 젠수이현 지역의 무슬림 광부들이 반란의 시발점이었다. 2년 안에 반란의 중심지는 두문수의 지도 아래 서쪽으로 확산되었다. 두문수는 융청시에서 태어난 후이족이었다. 두문수의 아버지는 이슬람으로 개종한 한족이었다.
후이족이 불리하게 차별받은 것이 반란의 근본 원인이었다. 그러나 이 반란은 종교적 성격이 아니었는데, 무슬림과 함께 비무슬림 샨족과 카친족 집단이 합류했기 때문이다. 또한, 충성파 무슬림 병력은 청나라가 반군 무슬림을 진압하는 데 도움을 주었다.
이후 15년 동안, 청나라가 재정복할 때까지 다리는 "평화로운 남쪽의 나라"라고 선포된 자칭 핑난 왕국의 수도로 남아있었다. 두문수는 자금성을 세우고 청나라 권위에 대한 거부의 표시로 명나라 한푸를 입었으며, 무슬림 이름과 칭호인 "술탄 술레이만"을 채택했다. 중동의 술탄국을 본떠 만든 이 술탄국은 윈난성에서 10년 이상 존속하며 1860년에 절정을 이루었다. 버마 국경 도시 바모 근처의 모메인(텅충시)과 같은 몇몇 중요한 도시에도 판테이족 통치령이 만들어졌다.

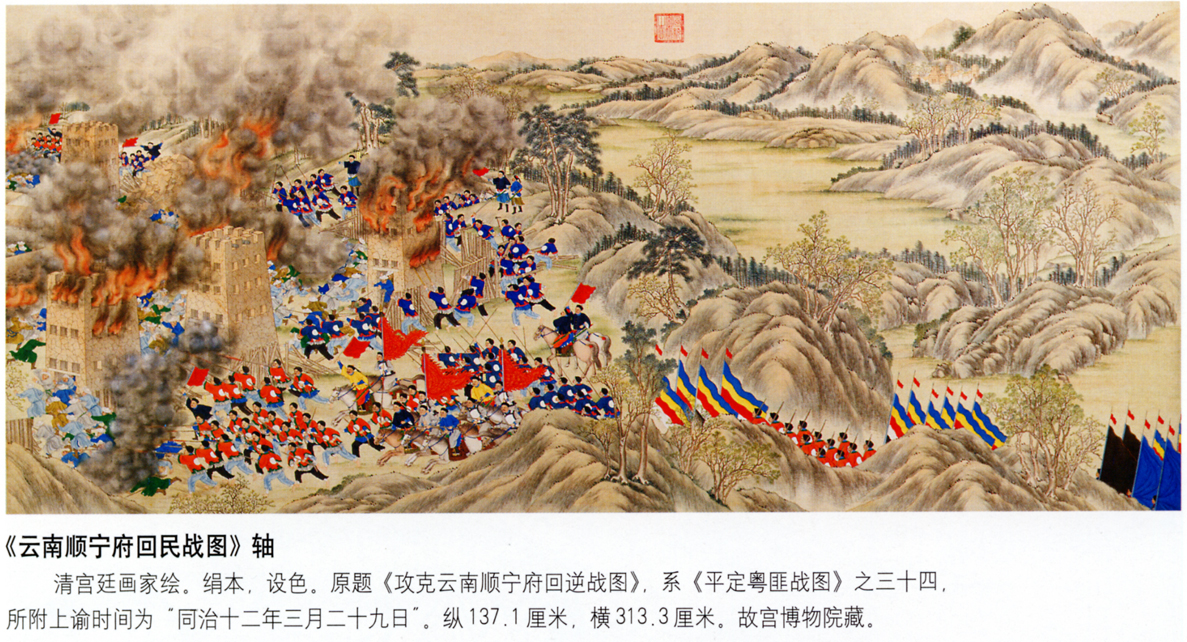
순닝의 함락: 두문수의 난 중

청나라는 은밀히 부유한 판테이족에게 폭도를 풀어놓고, 반후이족 폭동을 조장하며, 그들의 모스크 파괴를 선동했다. 판테이족은 산발적인 공격을 격퇴하고 차례차례 도시를 점령했다. 고대 성스러운 도시 다리는 1857년 판테이족에게 함락되었다. 다리 함락과 함께 무슬림의 우위는 윈난성에서 확고한 사실이 되었다.
이 기간 동안 술탄 술레이만은 순례자로서 메카로 가는 길에 켕퉁을 경유하여 양곤을 방문한 것으로 보인다. 그곳에서 그는 콜카타로 가서 영국 식민주의자들의 힘을 볼 기회를 가졌다. 그는 또한 만달레에 회사를 설립했는데, 이 회사는 현재 타리예단에 위치한 단층 벽돌 건물에 자리 잡고 있으며, 80번가 서편, 36번가와 37번가 사이에 있다. 이 회사는 중국과 버마산 보석, 비취, 면섬유, 견섬유 및 기타 상품을 거래해 왔다.
1868년 이후 판테이 세력은 쇠퇴했다. 중국 제국 정부는 스스로를 재활성화하는 데 성공했다. 1871년, 판테이족을 전멸시키기 위한 캠페인을 시작했다. 빠르게 도시들이 함락되었고 술탄 술레이만은 수도의 성벽 안에 갇히게 되었다. 그는 영국 식민주의자들에게 군사적 지원을 요청했지만 성공하지 못했다. 탈출구가 없음을 깨달은 술탄 술레이만은 다리 함락 전에 스스로 목숨을 끊으려 했으나, 독이 작용하기도 전에 참수당했다. 술탄의 머리는 꿀에 보존되어 결정적인 승리의 전리품으로 황궁으로 보내졌다.

### 탈출

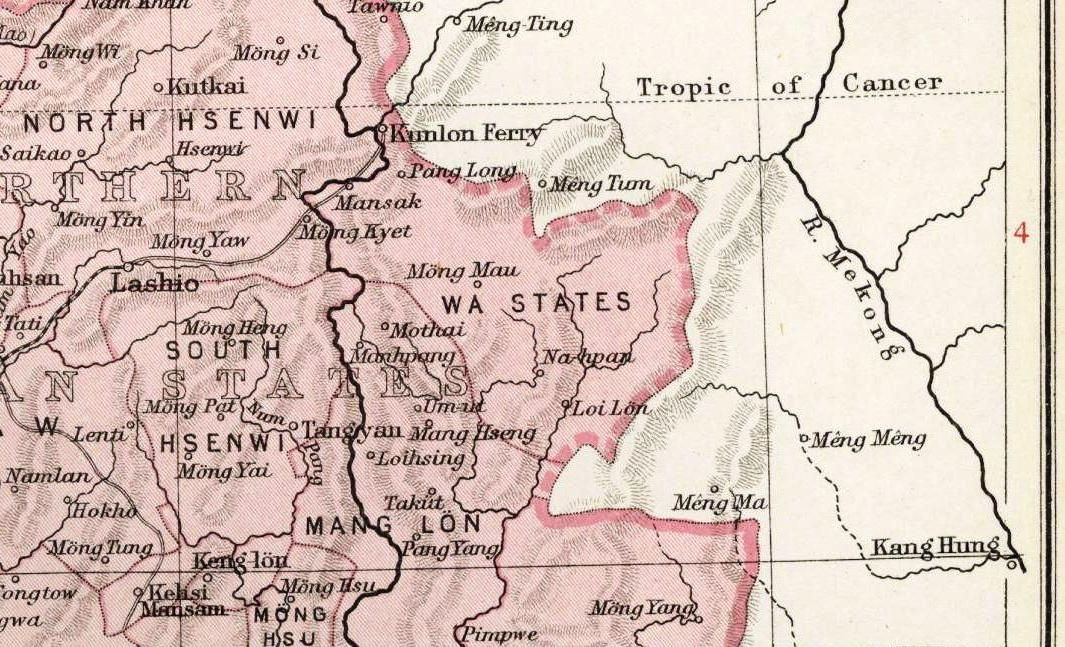
20세기 초 인도 제국 지도에 나타난 팡롱 지역

다리 함락 후 흩어진 판테이 군 잔당은 저항을 계속했다. 그러나 1873년 5월 모미엔이 제국군에 의해 포위되고 점령되자 그들의 저항은 완전히 무너졌다. 판테이 대의에 동조한 많은 사람들이 청나라의 박해를 받았다. 많은 판테이족은 가족들과 함께 버마 국경을 넘어 와방으로 피난하여 1875년 순전히 판테이족 마을인 팡롱을 세웠다.
술탄국의 종말은 윈난성 내 이슬람 왕국에 대한 모든 희망을 산산조각 냈다. 붕괴 이후 약 10~15년 동안 성 내의 후이족 소수민족은 광범위하게 차별받았다. 이 시기 동안 국경을 넘어 버마 내에 정착한 후이족 난민들은 점차 상인, 캐러밴상인, 광부, 식당 주인뿐만 아니라 일부 밀수꾼 및 용병으로서 전통적인 직업을 확립했다. 술탄국 붕괴 15년 후, 원래 판테이족 정착지는 샨족과 다른 산지인들의 수를 포함하도록 성장했다.

#### 만달레
마 투투 대령도 같은 상황에 처했다. 술탄국이 붕괴되자 마 투투는 만달레에 발이 묶였다. 그의 계급과 지위를 가진 사람이 다리시로 돌아가는 것은 청나라 당국에 의한 확실한 처형을 의미했다. 1868년 11월, 그는 쿠니트 유와사 공주로부터 1짯짜리 동전 80개로 집이 있는 토지를 구입했다. 1873년 6월 7일, 마 투투는 아마라뿌라 근처 사긴와 마을의 슈웨 구웨와 결혼했는데, 그녀는 버마 왕에게 사로잡혀 만달레로 끌려온 마니푸르주 공주의 딸이었다. 마 투투는 버마인 아내와 함께 판테이 공동체에서 여생을 보냈다.
윈난성에서 대규모 이주가 발생한 후, 만달레에 거주하는 판테이족의 수는 점차 증가했다. 새로운 이주민들은 대개 가족 단위로, 바모나 와방을 통해 왔다. 밍둥왕이 판테이족에게 땅을 허락했을 때, 그곳에는 몇몇 오래된 무덤 외에 몇 채의 집이 있었다. 그곳은 버려진 묘지였다. 모스크 완공 직후 몇 년 동안, 판테이 공동체에는 20채 미만의 집이 있었다. 만달레의 다른 지역에도 10~20가구의 판테이족 가구가 살고 있었다.
1868년 판테이 모스크 설립은 만달레에서 판테이족이 독특한 공동체로 부상했음을 알렸다. 이 첫 세대 판테이족의 수는 적었지만, 모스크는 만달레 라타나본 네이피도에서 첫 판테이 자마앗(회중)의 시작을 의미했다.

#### 팡롱
이후 30여 년 동안 와방의 팡롱 판테이족은 계속 번성했다. 1920년대 초에는 그들과 이웃한 판캄의 와족 사이에 불화가 생겼다. 1926년, 이것은 지역 "와-판테이 전쟁"으로 폭발했다. 판테이족은 승리했고, 팡롱은 판캄에 대한 종속을 벗어던지고 이 지역 무역에 대한 지배력을 강화했다.
합법적인 무역 외에도 팡롱의 판테이족은 현재 황금의 삼각지대로 알려진 지역에서 '아편 사업의 귀족'으로도 알려졌다. 판테이족은 이 수익성 높은 상품을 지역적으로 샨족과 한족 상인들에게 행상하는 위험한 사업은 맡기지 않았다. 대신, 그들은 크고 잘 무장된 캐러밴을 이끌고 시암, 라오스, 통킹, 윈난성까지 장거리 호송대를 운영했다. 각 노새 짐은 두 개의 소총으로 보호되었다.
하비가 1931년 팡롱을 방문했을 때, 그는 판테이족의 수가 5,000명(‘현지 모집 인원 포함’)으로 늘어났고, 중국계 싱가포르인의 자금 지원을 받았으며, 130정의 마우저 소총과 1,500마리의 노새를 보유하고 있었고, 프랑스, 시암, 영국령 지역으로 아편을 백분 단위로 수출하고 있음을 발견했다. 하비의 추정치와는 대조적으로, 공식 추정치는 1911년 버마의 판테이족 인구를 2,202명(남성 1,427명, 여성 775명), 1921년 인도 인구조사에서는 1,517명(남성 1,076명, 여성 441명)으로 감소했으며, 1931년에는 1,106명(남성 685명, 여성 421명)으로 나타났다.

### 영국령 버마

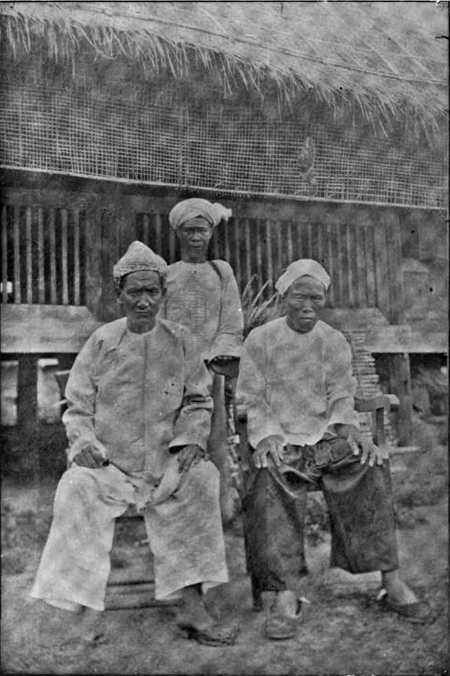
영국령 버마의 판테이족 남성들.

다른 판테이족들은 버마 내륙으로 더 이동하여, 처음에는 모곡의 루비 광산, 북부 샨주의 남투 발드윈 은광, 카친주의 모가웅 비취 광산 개발에 열성적인 광부로 활동했다. 수많은 판테이족 식당 및 여관업자, 상인들은 버마 고지대의 도시 중심지—주로 라쇼, 켕퉁, 바모, 따웅지—에 정착하여 이 광부들, 지나가는 캐러밴 상인들, 그리고 지역 주민들의 필요를 충족시켰다. 다른 정착지들은 주로 토착 샨족과 카렌족 인구와의 무역에 전념하며 땅륀강을 따라 생겨났다. 일부는 버마 저지대의 주요 도시 중심지, 특히 만달레와 양곤으로 이동하여 상인 및 판롱과 상부 버마의 다른 "육로 중국인" 정착지, 그리고 저지대 항구 도시의 "해외 중국인" 공동체의 중간 상인 대표로서 번성했다. 바세인과 몰몌인 또한 일부 판테이족 정착을 유치했을 것이며, 후자는 켕퉁, 치앙마이, 매사리앙을 통한 북부 태국 무역로를 거쳐 윈난성에서 육로 캐러밴 무역의 종착지였다.
영국 식민 통치 대부분 기간 동안 이 판테이족 정착민들은 번성했으며, 국제 보석 시장부터 상점 및 여관 운영, 노새 사육, 행상 또는 길거리 노점상에 이르기까지 모든 수준의 상업에 특화되었다. 윈난성 행상인들은 밋지나 북쪽의 말리강과 느마이강 사이 "삼각지대"의 미개발 및 접근 불가능한 고지대까지 침투했다. 버마 저지대 도시 중심지를 넘어, 판테이족은 윈난과의 캐러밴 무역에 계속 참여하여 중국에서 버마로 견섬유, 차, 금속 제품 및 식품을 운송하고, 다시 유럽 제조품인 광목, 특수 식품, 그리고 무엇보다도 원면을 윈난으로 운반했다.

### 제2차 세계 대전과 독립
버마-윈난 국경 지역 무역에서 판테이족의 전통적인 지배력은 1937년부터 1938년 사이에 라쇼와 쿤밍시 사이에 건설된 버마 로드로 인해 약화되었다.
제2차 세계 대전 중, 팡롱의 주요 판테이족 정착지는 1941년 일본의 버마 침공으로 파괴되었다. 많은 판테이족은 윈난성으로 도피하거나, 일본의 박해를 피해 밀림 국경을 넘어 태국과 라오스로 건너갔다. 일본군은 팡롱을 파괴하고 불태워 200여 가구의 후이족을 윈난성 및 코캉으로 피난시켰다.
후이족인 마 광구이(Ma Guanggui)는 후이족 판롱 자위대의 지도자가 되었다. 자위대는 1942년 일본의 팡롱 침공에 맞서 싸우기 위해 중화민국의 중국국민당 정부에 의해 창설되었다.
 팡롱에서의 일본군 공격에 대한 이야기는 1998년 "팡롱 소책자"에 기록되어 출판되었다.
1949년 중국 공산당의 정권 장악 이후 수천 명의 윈난성 난민과 중국국민당 군대가 대규모로 탈출했다. 이러한 사태의 결과로, 대부분 한족이지 후이족이 아닌 "육로 중국인"이 버마 샨주로 쏟아져 들어오면서, 많은 판테이족은 태국 북부로 이주하는 것을 선택한 것으로 보이며, 그곳에서 그들의 공동체는 계속 번성하고 있다.

## 같이 보기
- 중국계 미얀마인
- 버마 카자흐족
- 버마 말레이족
- 친하오
- 둥간족
- 후이족
- 미얀마의 이슬람
- 두문수의 난
- 티베트 무슬림

## 내용주
1. ↑  버마어: ပန်းသေးလူမျိုး my; 중국어: 潘泰人 Pāntàirén; 둥간어: Пантэжын

## 추가 자료
1. Anderson, John, Mandalay to Momien: A Narrative of the Two Expeditions to Western China of 1868 and 1875 (London: Macmillan, 1876).
2. Ba Shin, Lt. Colonel, "Coming of Islam to Burma Down to 1700 AD.," Asian History Congress (New Delhi: Azad Bhavan, 1961).
3. Forbes, Andrew D.W., "The Role of Hui Muslims in the Traditional Caravan Trade between Yunnan and Thailand," Asian Merchants and Businessmen in the Indian Ocean and the China sea: 13th-20th Centuries (French Journal published under the direction of Denys Lombard & Jean Aubin), (Paris: School of Higher Studies in Social Sciences, 1987).
4. Forbes, Andrew; Henley, David (2011). Traders of the Golden Triangle. Chiang Mai: Cognoscenti Books. ASIN: B006GMID5K
5. Kaye, J.W., Major Sladen's Report on the Bhamo Route, (In Continuation of Parliamentary Paper No. 251, of Session 1868-9), (London: India Office, 1871), Microfilm copy.
6. Scott, J. George, GUBSS, 1, i ( Rangoon Government Printing, 1900).
7. Thaung, Dr., “Panthay Interlude in Yunnan: A Study in Vicissitudes Through the Burmese Kaleidoscope,” JBRS Fifth Anniversary Publications No. 1 (Rangoon Sarpy Beikman, 1961).
8. Yule, Col. Henry & Burnell, A. C., Hobson-Jobson- A Glossary of Colloquial Anglo-Indian Words and Phrases, and of Kindred Terms, Etymological, Historical, Geographical And Discursive (Delhi-.Munshiran Manoharlal, 1968), Reprint.
9. Than Tun, Dr. (Professor of History), History on Tour, 111, (In Burma) (Yangon Nantha House, August 1968).
10. Parabaik dated 13 November 1868 containing a short account of Mah Too-tu's purchase of land and house from Khunit Ywa-sa Princess (a family parabaik of the writer).